# Port lotniczy Riberalta
Port lotniczy Riberalta – port lotniczy zlokalizowany w boliwijskim mieście Riberalta.